# Space Cowboys
Space Cowboys è un film del 2000 diretto e interpretato da Clint Eastwood.
Presentato fuori concorso alla 57ª Mostra internazionale d'arte cinematografica di Venezia (della quale è stato il film d'apertura), è uscito nelle sale italiane il 1º settembre 2000.

## Trama
Nei tardi anni '50, il Progetto Daedalus mirava a portare degli uomini sulla Luna ma, in un volo sull'aereo sperimentale X-2, il pilota William "Hawk" Hawkins, che tentava di battere il record di altitudine, commette un errore e si deve lanciare da alta quota assieme al secondo uomo di equipaggio. Quest'ultimo, Frank Corvin, appena atterrato viene alle mani con Hawk perché l'aereo è andato perduto per un suo errore di manovra. In ogni caso, il responsabile del progetto Bob Gerson annulla tutto quindi Hawk e Frank, insieme ad altri due coinvolti, perdono per sempre la possibilità di andare sulla Luna.
Passano circa quarant'anni. La NASA è alle strette perché un satellite russo, IKON, sta cadendo lentamente dall'orbita. IKON è un dispositivo orbitale fondamentale per le comunicazioni, e per questo il generale Vostov ha chiesto per conto della Russia la collaborazione americana per rimetterlo in orbita. Ma analizzando le tecnologie usate sul satellite Sara Holland e Bob Gerson (che ha fatto carriera e ora è il direttore della NASA) si accorgono che il satellite, immesso in orbita nel 1986, usa una tecnologia obsoleta che gli ingegneri moderni non conoscono. Sarah rintraccia negli archivi dell'agenzia spaziale gli ex ingegneri NASA ancora vivi che potrebbero riparare il satellite, e con grande disappunto di Gerson salta fuori il nome del progettista: Frank Corvin. I due si odiano dalla chiusura di Daedalus, quindi Gerson manda Sarah e il pilota ingegnere Ethan Glance da Frank a chiedere aiuto, piuttosto che andare di persona.
Comunque Frank, dopo aver visto i dati e le specifiche, subodora il coinvolgimento di Bob Gerson e li manda al diavolo: Gerson, oltre a chiudere Daedalus, in seguito lo ha estromesso dalla NASA e si è preso il merito per la progettazione di quello stesso sistema che ora è finito chissà come su IKON. Però in seguito Frank si presenta di persona alla NASA da Bob e Sarah. Il vecchio astronauta mette il rivale di fronte a una scelta: rischiare con i giovani a sua disposizione o richiamare il team Dedalus al completo e mandarli in orbita. Gerson, messo alle strette per le difficoltà materiali e il poco tempo disponibile, accetta.
Corvin contatta per primo il suo vecchio ufficiale di rotta Tank Sullivan, divenuto Ministro della Chiesa Battista, e poi Jerry O'Neil, ex ingegnere militare che lavora come progettista di montagne russe, ed entrambi accettano con entusiasmo. Infine è il turno di Hawk, il quale vivacchia pilotando piccoli aerei da volo acrobatico, con i quali scarrozza turisti in cerca di emozioni. Hawk e Frank non si parlano dagli anni '50, e inizialmente Hawk rifiuta e caccia il vecchio amico, ma in realtà ha già accettato e si presenta a sorpresa all'appuntamento che Frank ha con Jerry e Tank. Alla NASA i quattro vengono messi rapidamente al corrente del problema. Un altro ostacolo è la presenza di Eugene Davis, detto Gene, altra loro vecchia conoscenza. Gene sarà il direttore di volo della missione, quindi avrà il potere di annullarla quando vuole. Intuito che Corvin ha ricattato Gerson, pone a sua volta le condizioni per partecipare: se non superano per qualunque motivo le prove fisiche e pratiche, resteranno a terra. E in ogni caso porteranno con loro due piloti di riserva, Roger Hines e Ethan Glance, che parteciperanno alle esercitazioni per imparare come riparare IKON.
Addestrati rapidamente, i quattro vengono trattati come vecchietti dai giovani colleghi del programma spaziale moderno. Vengono sottoposti a fatiche e prove, dalle marce al simulatore di volo, e dimostrano un'inaspettata capacità di far volare lo Shuttle tra una tribolazione e l'altra. Frank riesce anche a farsi involontariamente una pubblicità indesiderata in un bar, dove ha suscitato le gelosie di un tizio facendo lo spiritoso con una cameriera, e da lì si sparge rapidamente la notizia: la NASA sta preparando un'altra missione Shuttle. La TV ne approfitta subito e di conseguenza il vicepresidente convince Gerson a far partecipare il gruppo di Frank alla missione per avere una buona immagine pubblica. Questo blocca il piano di Gerson, che intendeva usare qualsiasi minima scusa per estromettere il team Daedalus dalla missione. Hawk riesce anche a iniziare una storia con Sarah, figlia di un suo conoscente morto qualche anno prima. Poi i test medici scoprono che Hawk ha un tumore incurabile al pancreas, cosa che lo esclude dalla squadra; quando lo scopre, Frank decide di ritirarsi anche lui per solidarietà; tuttavia, Sarah convince Bob Gerson che Hawk, per quanto malato terminale, è fisicamente idoneo al volo, e la squadra può procedere.
Lanciati in orbita con lo Shuttle, gli astronauti arrivano al satellite e notano che c'è qualcosa che non va; non sembra un satellite di comunicazione, e ha reagito minacciosamente al radar della navetta americana. Entrano nell'enorme oggetto e trovano al suo interno sei missili nucleari armati e pronti al lancio. Al quel punto Frank ferma tutto e parla con Gene e Gerson su una linea riservata, pretendendo spiegazioni: il generale Vostov rivela che IKON fu progettato e costruito in tempi lunghi con modifiche successive; il sistema operativo progettato da Frank Corvin per lo Skylab fu rubato dal KGB mentre era nella cassaforte di Gerson e adattato per IKON dall'agenzia spaziale sovietica.
Mentre il team Daedalus e il controllo missione si consultano, Ethan esce senza permesso e tenta da solo di rimettere IKON in orbita, seguendo le direttive iniziali di Gerson prima del coinvolgimento della squadra Daedalus; ma la sua inesperienza attiva il satellite, che reagisce a quello che rileva come un attacco; il movimento danneggia IKON stesso e anche lo shuttle, ferendo Ethan all'esterno e Roger all'interno della navetta. Adesso non è più possibile rimettere in orbita il satellite; l'unica cosa che si può fare per impedire una catastrofe è spedire il satellite verso la Luna, ma con qualcuno a bordo per guidarlo nel tragitto. Hawk, che ha pochi mesi di vita, decide di sacrificarsi: si fa portare tutte le riserve di ossigeno presenti a bordo, poi, dopo aver detto addio a Sarah, aziona i motori dei missili. Così tutto il complesso, con Hawk che praticamente lo "cavalca", parte verso la Luna.
Nel frattempo, Daedalus deve rientrare; si stima che lo Shuttle abbia troppi danni e, a causa della eccessiva velocità di rientro e con un solo motore, non possa ammarare. Gli astronauti dovrebbero quindi lanciarsi prima di atterrare per avere qualche possibilità di salvezza. In prossimità del punto di atterraggio riescono a paracadutare fuori dallo Shuttle i due feriti, Roger e Ethan. Frank vuole rimanere sul modulo e chiede ai compagni di lanciarsi, ma sia Jerry che Tank vogliono rimanere con lui sullo Shuttle; quando la velocità supera il livello di guardia Frank riesce, usando i comandi manuali, a rallentare la navetta mandandola in stallo, manovra, questa, che era una specialità di Hawk quando era in aviazione. Alla fine i tre atterrano con la navetta danneggiata, ma intatta.
La missione è riuscita e Gerson ne approfitta per farsi bello con i media, con disgusto di Gene e Sarah. Qualche notte dopo, Barbara Corvin guarda la Luna e chiede a suo marito Frank se Hawk sia riuscito a coronare il suo sogno di arrivarci; Frank ne è certo. Sulla superficie lunare, vicino al satellite schiantato sulla superficie, Hawk giace appoggiato a una roccia, mentre in sottofondo Frank Sinatra canta Fly Me to the Moon. La sua visiera protettiva riflette il pianeta Terra.

## Produzione
Le riprese sono cominciate nel luglio del 1999 e sono durate tre mesi. La pellicola è stata filmata al Lyndon B. Johnson Space Center a Houston, al John F. Kennedy Space Center e all'adiacente Cape Canaveral Air Force Station a Cape Canaveral, Florida. Gli interni del simulatore di volo, dello Shuttle e del mission control sono stati ripresi nei set della Warner Bros.
Le scene iniziali in cui si vedono i protagonisti da giovani sono state girate da differenti attori ma con le voci della loro controparte anziana, anche nel doppiaggio italiano le voci sono le stesse per tutti e due i gruppi di attori.

## Colonna sonora
Le musiche originali del film sono state composte da Lennie Niehaus, compositore e sassofonista statunitense, e Clint Eastwood, coppia collaudata del cinema americano. I due artisti avevano già collaborato in precedenza nei film: Corda tesa (1984), Per piacere... non salvarmi più la vita (1984), Il cavaliere pallido (1985), Gunny (1986), Bird (1988), Cacciatore bianco, cuore nero (1990), La recluta (1990), Gli spietati (1992), Un mondo perfetto (1993), I ponti di Madison County (1995), Potere assoluto (1997), Mezzanotte nel giardino del bene e del male (1997), Fino a prova contraria (1999) e collaboreranno ancora nei film Debito di sangue (2002) e Changeling (2008). Niehaus e Eastwood si erano conosciuti prima della loro collaborazione professionale grazie al musicista e amico comune Jerry Fielding, che aveva scritto le musiche del film Il texano dagli occhi di ghiaccio (1976). L'attività nel campo cinematografico del compositore Niehaus è stata pressoché monopolizzata dalle pellicole dell'attore e regista Eastwood.
La sigla finale del film è Fly Me to the Moon cantata da Frank Sinatra.